# Haoping (sockenhuvudort i Kina, Hunan Sheng, lat 29,28, long 111,27)
Haoping är en sockenhuvudort i Kina. Den ligger i provinsen Hunan, i den södra delen av landet, omkring 200 kilometer nordväst om provinshuvudstaden Changsha. Antalet invånare är 9 458. Befolkningen består av 4 509 kvinnor och 4 949 män. Barn under 15 år utgör 13,0 %, vuxna 15-64 år 73 %, och äldre över 65 år 13,0 %.
Runt Haoping är det ganska tätbefolkat, med 207 invånare per kvadratkilometer. Närmaste större samhälle är Qihe, 18,7 km sydost om Haoping. I omgivningarna runt Haoping växer huvudsakligen savannskog.
Genomsnittlig årsnederbörd är 1 751 millimeter. Den regnigaste månaden är maj, med i genomsnitt 282 mm nederbörd, och den torraste är december, med 30 mm nederbörd.